# Comté de Stanislaus
Le comté de Stanislaus est un comté de l'État de Californie aux États-Unis. Le comté se situe dans la vallée centrale, entre Stockton et Fresno. Le comté de Stanislaus est très attrayant pour les habitants de la région de San Francisco, car les prix de l'immobilier y sont plus bas que sur la côte. Selon le recensement de 2020, la population du comté s'élevait à 552 878 habitants. Le siège du comté est la ville de Modesto.

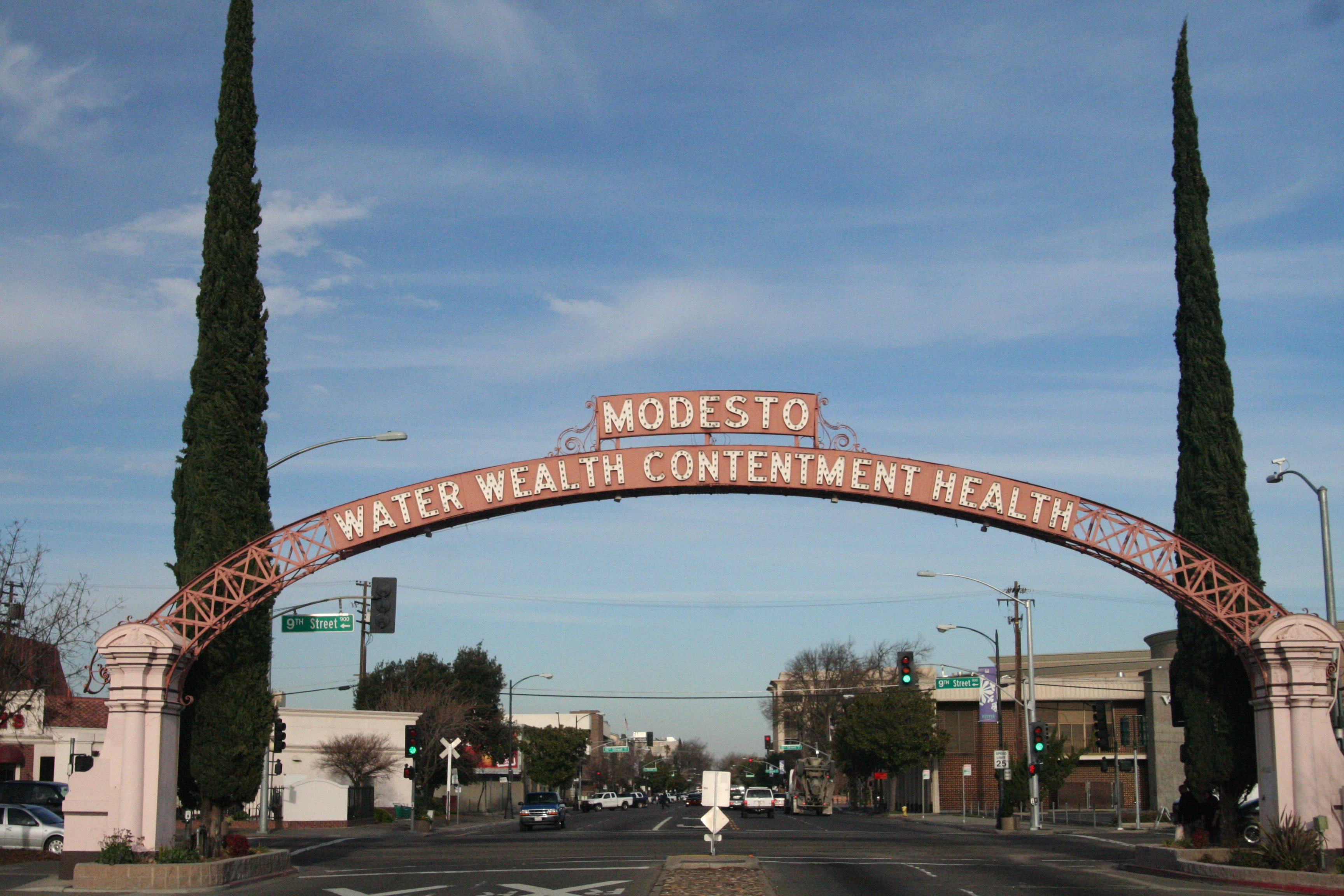
L'arche de Modesto, avec la devise de la ville.
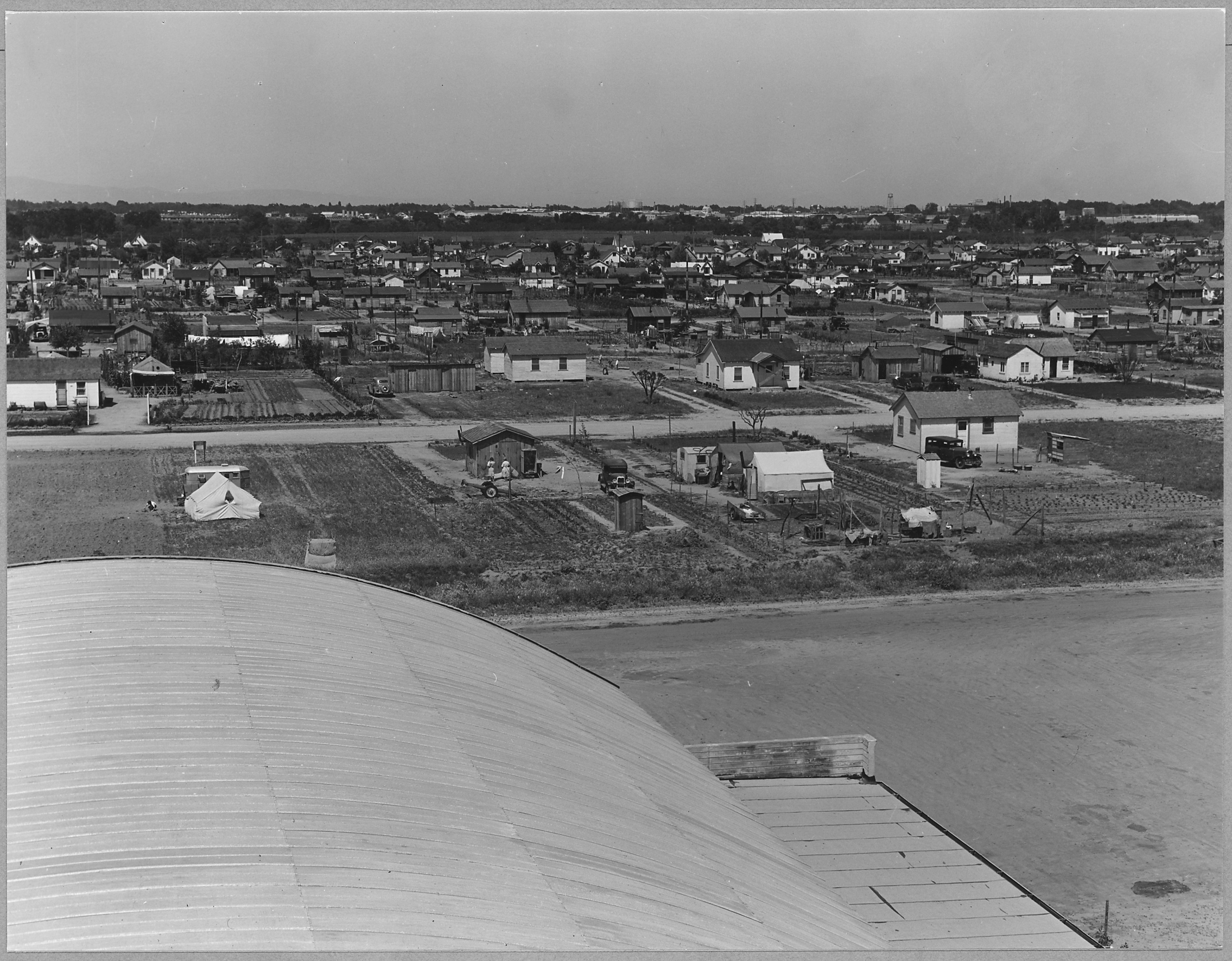
La census designated place d'Airport.
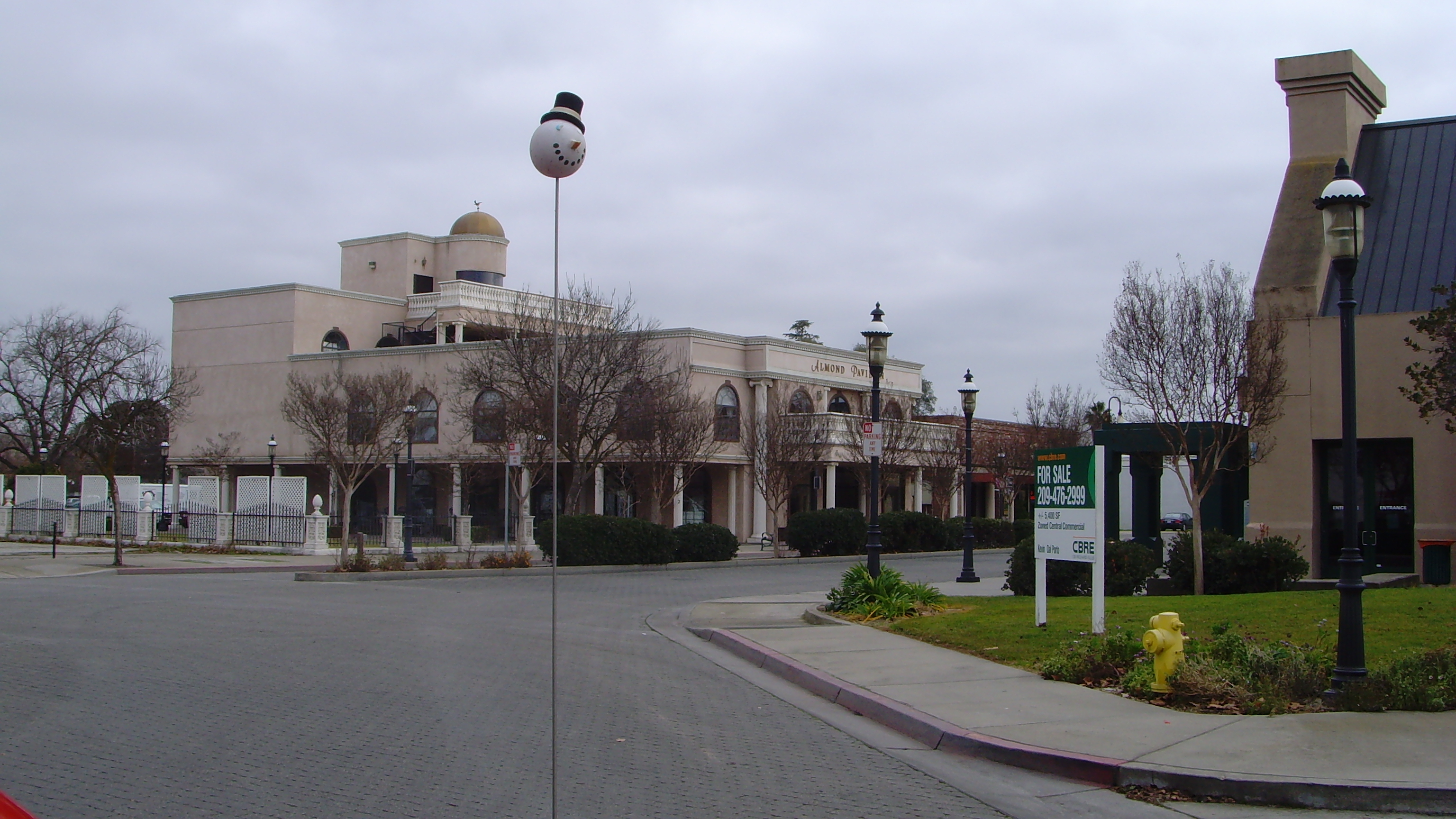
South Sierra Avenue à Oakdale.
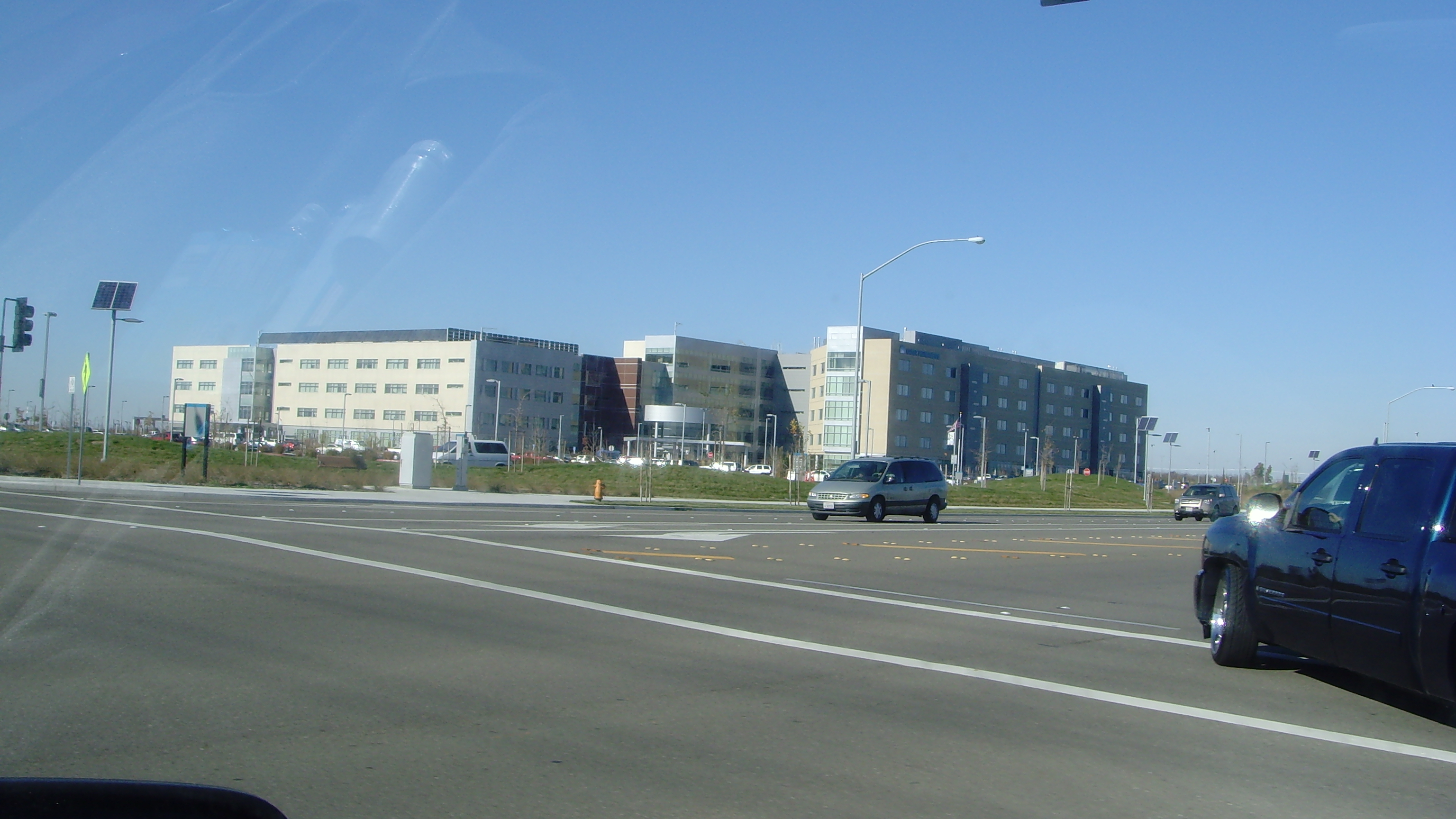
Centre médical de Modesto.

## Démographie
| 1860  | 1870  | 1880  | 1890   | 1900  | 1910   |
| ----- | ----- | ----- | ------ | ----- | ------ |
| 2 245 | 6 499 | 8 751 | 10 040 | 9 550 | 22 522 |

| 1920   | 1930   | 1940   | 1950    | 1960    | 1970    |
| ------ | ------ | ------ | ------- | ------- | ------- |
| 43 557 | 56 641 | 74 866 | 127 231 | 157 294 | 194 506 |

| 1980    | 1990    | 2000    | 2010    | 2020    | - |
| ------- | ------- | ------- | ------- | ------- | - |
| 265 900 | 370 522 | 446 997 | 514 453 | 552 878 | - |

## Économie
L'agriculture domine l'économie du comté.